# 加賀やっこ
加賀 やっこ（かが やっこ、3月9日 - ）は、日本の漫画家。
『デラックスベツコミ』2010年春の超！特大号に掲載された「嘘つきの、レンズで」でデビュー。『ベツコミ』（小学館）2016年1月号より「ゆれるるる」を連載している。

## 作品リスト
全て小学館から刊行されている。
- すごく、あかく、したい。（2012/5/25、全1巻）
  - すごく、あかく、したい。/みちゃダメ!/猛犬にちゅーい!/半ソデラブ（『ベツコミ』2011年8月号別冊付録）/いくら出しても君が欲しい
- 一礼して、キス（『ベツコミ』2012年10月号 - 2015年1月号、2013/1/25 - 2015/4/24、全7巻）
  - 出来心（1巻） / 呼んで、キスして-由木と奈智の恋-（番外編、『ベツコミ』2015年2月号、7巻）
- 花に、かみつく（『ベツコミ』2015年4月号[2] - 12月号[3]、2015/8/26 - 2016/2/26、全2巻）
- ゆれるるる（2016年1月号[1] - 2017年1月号、2016/5/26 - 2017/2/24、全3巻）
- 僕のジェラシー物語。(2017/8/25 - 2018/5/25、全3巻)
- 一礼して、キス 特別編 (2017/10/26、1巻)
- 夏に、ゆきが降るように。(2018/09/26 -、既刊1巻)

### 単行本未収録作品
- 君をあばく（『ベツコミ』2010年11月号）
- わるい先輩（『ベツコミ』2011年10月号）
- 最低なヒトを好きになりました（『ベツコミ』2012年1月号）
- 君履歴（『ベツコミ』2012年7月号）
- 魚と筆（『ベツコミ』2013年9月号別冊付録）
- みて、みて、みないで（『ベツコミ』2013年12月号）
- 僕の真昼の月（『ベツコミ』2014年7月号[4]）
- らくだん-落語部男子の日常-（『ベツフラ』2021年19号[5] - 不定期連載）

### オムニバス
- Pure Love Seasons 3 秋〜せつなく〜（2012年10月）「ここで、泣いて」
- Pure Love Seasons 4 冬〜ずっといっしょ〜（2013年1月）
- Pure Love Seasons 2 春〜出会い〜（2014年3月）「言えないフタリ。」
- Pure Love Seasons 2 雪〜冬・誓い〜（2014年11月）
- 純愛中毒（2015年7月）
- 溺愛キス（2015年12月）